# Championnat du Vietnam de football 2020
Navigation
Saison précédente Saison suivante
La saison 2020 du Championnat du Viêt Nam de football est la trente-septième édition du championnat de première division au Viêt Nam. Les quatorze meilleurs clubs du pays sont regroupés au sein d'une poule unique où ils s'affrontent deux fois, à domicile et à l'extérieur. En fin de saison, le dernier du classement est relégué et remplacé par le champion de V-League 2, la deuxième division vietnamienne, le 13e dispute les barrages contre le 2e de V-League 2.
Le club de Hanoi Football Club est le tenant du titre.

## Déroulement de la saison
La saison devait démarrer le 21 février 2020, mais à cause de la pandémie de Covid-19 elle ne débute que le 6 mars, puis est suspendue après la deuxième journée. Le championnat reprend début juin avec un nouveau format. Les matchs retour sont remplacés par une formule avec deux mini-championnats, les huit premiers jouant pour le titre et les six derniers pour la relégation.
Les barrages de maintien sont annulés.

## Les clubs participants
- QNK Quang Nam FC
- Thanh Hóa FC
- Đà Nẵng Club
- Than Quang Ninh FC
- Sài Gòn FC
- Sông Lam Nghệ An
- Hô-Chi-Minh-Ville FC
- Hong Linh Ha Tinh FC  - Promu de V-League 2
- Cong Viettel FC
- Becamex Bình Dương FC
- Hanoi Football Club
- Nam Dinh Football Club
- Hoàng Anh Gia Lai
- Xi Mang Hải Phòng FC

## Compétition
Le barème utilisé pour établir le classement est le suivant :
- Victoire : 3 points
- Match nul : 1 point
- Défaite : 0 point

### Classement
| Rang | Équipe                 | Pts | J  | G | N | P | Bp | Bc | Diff |
| ---- | ---------------------- | --- | -- | - | - | - | -- | -- | ---- |
| 1    | Sài Gòn FC             | 24  | 13 | 6 | 6 | 1 | 19 | 7  | +12  |
| 2    | Cong Viettel FC        | 22  | 13 | 6 | 4 | 3 | 20 | 15 | +5   |
| 3    | Than Quảng Ninh        | 21  | 13 | 6 | 3 | 4 | 17 | 16 | +1   |
| 4    | Hanoi Football ClubT   | 20  | 13 | 5 | 5 | 3 | 20 | 13 | +7   |
| 5    | Hô-Chi-Minh-Ville FC   | 20  | 13 | 6 | 2 | 5 | 23 | 17 | +6   |
| 6    | Becamex Bình Dương FC  | 20  | 13 | 5 | 5 | 3 | 17 | 11 | +6   |
| 7    | Hoàng Anh Gia Lai      | 20  | 13 | 5 | 5 | 3 | 17 | 16 | +1   |
| 8    | Hong Linh Ha Tinh FC P | 18  | 13 | 4 | 6 | 3 | 14 | 12 | +2   |
| 9    | Đà Nẵng Club           | 16  | 13 | 4 | 4 | 5 | 19 | 15 | +4   |
| 10   | Thanh Hóa FC           | 15  | 13 | 4 | 3 | 6 | 9  | 14 | -5   |
| 11   | Sông Lam Nghệ An       | 15  | 13 | 4 | 3 | 6 | 10 | 16 | -6   |
| 12   | Nam Dinh               | 13  | 13 | 4 | 1 | 8 | 14 | 23 | -9   |
| 13   | Xi Mang Hải Phòng      | 13  | 13 | 3 | 4 | 6 | 8  | 17 | -9   |
| 14   | QNK Quảng Nam          | 9   | 13 | 2 | 3 | 8 | 17 | 32 | -15  |

|  | Qualification play-off championnat                                                |
|  | T : Tenant du titre C : Vainqueur de la Coupe du Viêt Nam P : Promu de V-League 2 |

### Play-off championnat
| Rang | Équipe                 | Pts | J  | G  | N | P | Bp | Bc | Diff |
| ---- | ---------------------- | --- | -- | -- | - | - | -- | -- | ---- |
| 1    | Cong Viettel FC        | 41  | 20 | 12 | 5 | 3 | 29 | 16 | +13  |
| 2    | Hanoi Football ClubT C | 39  | 20 | 11 | 6 | 3 | 37 | 16 | +21  |
| 3    | Sài Gòn FC             | 34  | 20 | 9  | 7 | 4 | 30 | 19 | +11  |
| 4    | Than Quảng Ninh        | 31  | 20 | 9  | 4 | 4 | 27 | 26 | +1   |
| 5    | Hô-Chi-Minh-Ville FC   | 28  | 20 | 8  | 4 | 8 | 29 | 25 | +4   |
| 6    | Becamex Bình Dương FC  | 28  | 20 | 7  | 7 | 6 | 25 | 21 | +4   |
| 7    | Hoàng Anh Gia Lai      | 23  | 20 | 6  | 5 | 9 | 27 | 36 | -9   |
| 8    | Hong Linh Ha Tinh FC P | 20  | 20 | 4  | 8 | 8 | 19 | 24 | -5   |

|  | Champion du Viêt-Nam 2020                                                         |
|  | Qualification pour la Ligue des champions de l'AFC 2021                           |
|  | Qualification pour la Coupe de l'AFC 2021                                         |
|  | T : Tenant du titre C : Vainqueur de la Coupe du Viêt Nam P : Promu de V-League 2 |

### Play-off relégation
| Rang | Équipe            | Pts | J  | G | N | P  | Bp | Bc | Diff |
| ---- | ----------------- | --- | -- | - | - | -- | -- | -- | ---- |
| 1    | Đà Nẵng Club      | 23  | 18 | 5 | 8 | 5  | 26 | 22 | +4   |
| 2    | Sông Lam Nghệ An  | 23  | 18 | 6 | 5 | 7  | 17 | 21 | -4   |
| 3    | Thanh Hóa FC      | 21  | 18 | 5 | 6 | 7  | 16 | 22 | -6   |
| 4    | Xi Mang Hải Phòng | 19  | 18 | 5 | 4 | 9  | 15 | 25 | -10  |
| 5    | Nam Dinh          | 18  | 18 | 5 | 3 | 10 | 19 | 30 | -11  |
| 6    | QNK Quảng Nam     | 18  | 18 | 5 | 3 | 10 | 28 | 41 | -13  |

|  | Relégation en V-League 2                                                          |
|  | T : Tenant du titre C : Vainqueur de la Coupe du Viêt Nam P : Promu de V-League 2 |

## Bilan de la saison
| Championnat du Viêt Nam de football 2020 |                                |
| Champion                                 | Cong Viettel FC (6e titre)     |
| Coupes et trophées                       |                                |
| Vainqueur de la Coupe du Viêt Nam 2020   | Hanoi Football Club            |
| Qualifications continentales             |                                |
| Ligue des champions de l'AFC 2021        | Cong Viettel FC                |
| Coupe de l'AFC 2021                      | Sài Gòn FC Hanoi Football Club |
| Championnat du Mékong des clubs 2020     |                                |
| Promotions et relégations                |                                |
| Promus en V-League                       | Bình Định                      |
| Relégués en V-League 2                   | QNK Quảng Nam                  |